# Ірма Сент-Пол
І́рма Сент-Пол (англ. Irma St. Paule; 23 березня 1926 — 9 січня 2007) — американська акторка українського походження, яка з'являлася на сцені, екрані та телебаченні США з 1985 по 2007 роки. Часто зображуючи літніх персонажів, вона протягом своєї кар'єри виконувала ролі у виставах на Бродвеї та поза Бродвеєм, а також у регіональних театральних постановках по всім США.

## Життєпис

### Раннє життя
Ірма Сент-Пол народилася 23 березня 1926 року в Одесі тодішньої Української Радянської Соціалістичної Республіки. Її мати була з Росії, а батько — з Туреччини. У ранньому віці Сент-Пол та її родина переїхали до Нью-Йорка. Пізніше вона переїхала до Чикаго після одруження. Там Сент-Пол записалася до драматичної школи Гудмена (тепер театральна школа при університеті ДеПол), щоб вчитися на балерину. Після того, як вона та її чоловік отримали розлучення, вона повернулася до Нью-Йорка і пізніше сказала про переїзд інтерв'юеру: "На той час моєї родини здебільшого не було, тому я змогла зробити так, як хотіла. І я зробила! "

### Кар'єра до смерті
Пізніше в житті Сент-Пол зробила акторську кар'єру, з'являючись у кількох фільмах та телевізійних шоу з 1985 року часто граючи бабусь італійського походження. Фільми, до яких вона зараховувалась у 1980-х роках, були «Оракул» (1985), «Стіни скла» (1985), «Психоси в коханні» (1987) та «Дощ» (1989). Сент-Пол дебютувала в телевізійному фільмі, знявшись у «Нареченій у чорному» у 1990 році та зобразивши Я. Я. Андроса в мильній опері NBC «Дороговказане світло» з 1992 по 1994 роки. Тим часом її зняли у трьох фільмах у 1993 році: Сант-Пол грала Терезу в кладовищному клубі, Домашні святі та Святий Форт-Вашингтон. Пізніше її побачили у фільмах «Хто мене вбиває?» (1994), <i id="mwQg">Party Girl</i>, Mother Theresa in Jeffrey , та 12 Monkeys (останні три фільми вийшли 1995 року).
У 1995 році Сент-Пол зробила свою єдину появу в бродвейському мюзиклі зобразивши «Стрегу» у відродженні Татуювання троянд . Наступного року її зняли у фільмах « Зловлені», « Любов — все, що існує», «Сад з деревами», «Великий бажор» та «Той, що худне». До решти 1990-х років Сент-Пол знімалась у Кращі, ніж колись (1997), «Поцілуй мене, Гвідо» (1997), «Бабуся Матильда» в оскверненні (1999), «Незабаром» (1999) та «Лихоманка» (1999). Протягом 2000 року вона знімалася у фільмах Wirey Spindell, Речі, які ви можете сказати, просто подивившись на неї, Там, де гроші, Фаст-фуд жінок, Страх фантастики та Едемський шматок.
Сент-Пол продовжила свою акторську кар'єру в 2001—2004 роках, коли її зняли в «Cat Lady» (2001), «Queenie in Love» (2001), «Errors», «Freaks» та «Дивацтва» (2002), «Found Found Money» (2003), « Jersey Girl» (2004), Другий найкращий (2004) та «Дивовижний Флойдіні» (2004).
Пізніші кар'єрні ролі у фільмах, де знімалась Сент-Пол включали в себе «Повернення додому» (2005), «Дуейн Хопвуд» (2005), « Біттерсвіт» (2005), «Життя на краю» (2005), Місіс Лідс на Майданчику Сатани (2005), 9A (2006), Останній запит (2006), In The Blood (2006) та Made i Brooklyn (2006). Її останнє шоу на сцені відбулося в офроудвейському відродженні «Всі дороги додому» наприкінці 2006 року, зігравши роль самотньої жінки, яка проживає в сільському будинку. Виступ Сент-Пол отримала високу оцінку преси.
Раніше вона також мала інші кредити Off-Broadway, такі як у 1995 році Classic Stage Company виробництва «s Endgame в частині Нелл, вона зображала Марію Джозефу в Іншій частині лісу, Власників, та подія екологічного театру 2003 року Проект ангелів.
Досвід гри в театрі Сент-Пол включає зображення ролі хворої тітки у Вигілі в Театральному центрі Геви, 1933 р. В Денверському центрі виконавських мистецтв, Зачарований у квітні на Хартфордській сцені, „Гріллер“ у театрі Гудмена та „Діббук“ у Пітсбургському громадському театрі.
Інші її ролі на телебаченні — це епізоди „ Кейт і Аллі“, „Секс і місто“, „Вбивство: життя на вулиці“, „Закон і порядок: спеціальний корпус“, „Третя зміна“, „Країна чудес“, „Шоу Шапел“ ,» «Закон і порядок: злочинні намір» та «Закон & Порядок» .
Ірма Сент-Пол померла в Нью-Йорку 9 січня 2007 року на 81-у році життя. На момент її смерті колеги вважали її найстаршою діючою актрисою на сцені Бродвею в Нью-Йорку.

## Вибрана фільмографія
- Скляні стіни (1985)
- Психи в любові (1987)
- Дороговказне світло (1992—1994)
- Кого я маю вбити? (1994)
- Той, що худне (1996)
- Там, де гроші (2000)
- Едемський шматок (2000)
- Ігровий майданчик Сатани (2006)